# 助攻 (足球)
在足球比賽中，助攻是指球员对进球所做的贡献。當球員傳球給進球者，進球者接到球後立即完成進球，此時傳球的球員可以視為完成一次助攻。球員的助攻數據會被比赛的组织者（聯賽主辦方或國際足協）記錄在冊。事实上一直到20世纪末賽事組織方才開始正式記錄球員的助攻數據。自20世纪90年代以来，一些联赛根據官方記錄的助攻數據給球員颁奖。